# Robert Stroud
Robert Franklin Stroud, né le 28 janvier 1890 à Seattle, dans l'État de Washington, et mort le 21 novembre 1963 à Springfield dans le Missouri, surnommé l'« homme aux canaris d'Alcatraz », est un prisonnier américain connu pour avoir  élevé et vendu des oiseaux durant sa captivité. Malgré son surnom, il ne fit jamais commerce d'oiseaux pendant sa détention au pénitencier fédéral d'Alcatraz, mais pendant qu'il était incarcéré au pénitencier fédéral de Leavenworth. Cette confusion provient d'un film qui l'a rendu célèbre : Le Prisonnier d'Alcatraz, bien que le film montre qu'il abandonne ses oiseaux en étant transféré dans le pénitencier de haute sécurité.

## Biographie
Robert Stroud naquit de l'union de Benjamin Franklin Stroud et Elizabeth Ann Stroud, d'origine germano-américaine. Il est le premier enfant du couple, bien qu'Elisabeth fût déjà mère de deux autres enfants. Il quitta la maison familiale à l'âge de 13 ans en raison du comportement violent de son père alcoolique. En 1908, à l'âge de 18 ans, il vivait dans la ville-frontière de Cordova en Alaska. Il entama alors une relation avec Kitty O'Brien, une danseuse et prostituée âgée de 36 ans. En novembre, ils quittèrent la ville pour Juneau.
Selon Stroud, alors qu'il travaillait le 18 janvier 1909, une connaissance du nom de F. K. « Charlie » Von Dahmer refusa de payer pour les services de Kitty et la battit. À son retour, Stroud retrouva Von Dahmer sur Gastineau Avenue et l'affronta. Une bagarre s'ensuivit, qui mena à la mort de Von Dahmer à la suite d'une blessure par balle. Plus tard, Stroud se rendit au commissariat pour se constituer prisonnier, remettant également son arme. Selon un rapport de police de l'époque, Kitty continuait de se prostituer et Stroud était son souteneur. Von Dahmer avait refusé de payer les services de Kitty et Stroud agit pour récupérer le montant dû. Le rapport affirme que Stroud assomma Von Dahmer, lui tira une balle à bout portant et prit son portefeuille pour payer Kitty.
La mère de Stroud, Elisabeth, engagea alors un avocat. Stroud plaida coupable. Il fut reconnu coupable d'assassinat (homicide au premier degré) le 23 août 1909 et condamné à 12 années de prison au McNeil Island Corrections Center situé sur l'île McNeil, île située dans le Puget Sound. Stroud fut jugé au niveau fédéral car à l'époque, l'Alaska n'était pas encore un État américain avec son système judiciaire propre.

### Vie en prison

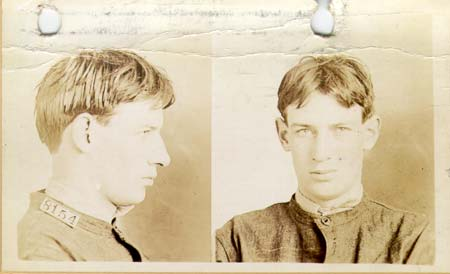
Robert Stroud en 1909

Connu sous le matricule #1853-M, Stroud fut l'un des prisonniers les plus violents de la prison fédérale de Puget Sound, se querellant régulièrement avec d'autres prisonniers ou avec les gardiens. Pendant sa détention, il poignarda un autre détenu qui l'avait dénoncé pour un vol de nourriture dans les cuisines. Il agressa également un employé d'hôpital qui avait dénoncé ses menaces et ses manœuvres d'intimidation pour obtenir de la morphine, et aurait également poignardé un autre prisonnier impliqué dans ce trafic de drogue.
Le 5 septembre 1912, Stroud fut condamné à six mois supplémentaires de prison pour ces attaques et transféré au pénitencier fédéral de Leavenworth au Kansas. Au bout de six mois de détention, le 26 mars 1916, il fut réprimandé par un des gardiens de la cafétéria pour une faute vénielle, qui aurait suffi pour annuler le droit de visite de son jeune frère, perdu de vue depuis huit ans. Furieux, Stroud poignarda à mort le gardien Alfred Turner avec un couteau de fortune.
Le 2 mai 1916, il fut condamné à mort par pendaison et mis à l'isolement en attendant l'exécution de la sentence. Le procès fut cependant invalidé en décembre 1916 par la Cour suprême des États-Unis. Un second procès eut lieu le 28 mai 1917, au cours duquel Stroud fut condamné à un emprisonnement à perpétuité. Stroud fit alors appel de cette décision (de même que le procureur John Davis, qui souhaitait la condamnation à mort). Le troisième procès eut lieu en mai 1918, et il fut à nouveau condamné à mort le 28 juin 1918. La Cour suprême intervint une nouvelle fois en exigeant de suspendre la sentence, prévue pour le 23 avril 1920.
À ce moment, la mère de Stroud demanda au président Woodrow Wilson et à sa femme d'intervenir en faveur de son fils. Madame Wilson serait parvenue à empêcher l'exécution de la sentence au nom du président, ce dernier ayant récemment été victime d'une crise cardiaque. Encore une fois, la peine de Stroud fut commuée en emprisonnement à vie, à peine huit jours avant l'exécution. Cependant, le responsable de la prison de Leavenworth, T. W. Morgan, désapprouva cette décision, car Stroud agissait violemment tant envers les prisonniers que les gardiens. En conséquence, il exigea que Stroud soit isolé pour le reste de sa peine. L'Attorney General des États-Unis, Alexander Mitchell Palmer, s'assura que la peine de Stroud soit un emprisonnement à vie en solitaire.

### «L'homme aux oiseaux de Leavenworth»

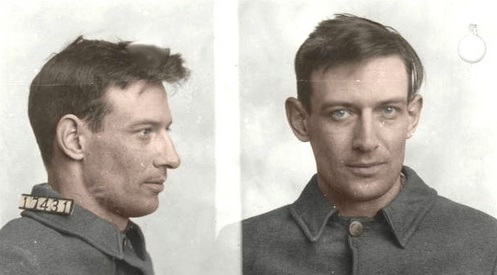
Robert Stroud aux alentours de 1920.

À Leavenworth, en 1920, Stroud trouva trois moineaux blessés dans la cour de la prison et décida de s'en occuper. Après les moineaux, il s'intéressa aux canaris, qu'il fut autorisé à posséder et qu'il put vendre tout en aidant sa mère. Selon Stroud, il utilisa une lame de rasoir et un clou comme outils pour construire des cages à partir de caisses en bois. Peu après, l'administration de Leavenworth changea et un nouveau directeur fut nommé. Désireux de renvoyer une image progressiste, surtout en termes de réhabilitation, Bennett, le nouveau responsable, fournit à Stroud des cages, des produits chimiques et de la papeterie pour qu'il mène à bien ses activités ornithologiques. Les visiteurs purent visiter ses installations et plusieurs achetèrent des canaris. Au fil des années, il éleva plus de 300 canaris et écrivit deux livres. Le premier, publié en 1933, est un traité de 60 000 mots intitulé Diseases of Canaries (Les Maladies des canaris), qui dut être sorti en contrebande de la prison de Leavenworth. Le second, Stroud's Digest on the Diseases of Birds (Résumé de Stroud sur les maladies des oiseaux), était une réédition du premier, avec des informations supplémentaires et mises à jour. Il contribua ainsi à mieux comprendre la pathologie des oiseaux, notamment en développant un traitement pour une famille de septicémies hémorragiques. Il acquit un respect certain parmi les amateurs d'oiseaux, tout comme auprès du grand public.
Les activités de Stroud causèrent des problèmes à la prison. Selon les règlements en vigueur, chaque lettre reçue et envoyée devait être lue, approuvée et recopiée par une personne mandatée. Stroud recevait tant de lettres qu'un poste de secrétaire à temps plein fut créé pour en gérer l'afflux. De plus, la plupart du temps, les oiseaux volaient un peu partout dans la prison, ce qui créa des conditions d'hygiène malsaine. Sa cellule était sale et lui-même était vu comme malpropre. En 1931, une tentative fut faite de mettre un terme à son commerce et de se débarrasser des oiseaux, mais échoua après que Stroud et une de ses correspondantes, Della Mae Jones, une ornithologue amatrice d'Indiana, eurent averti les médias écrits. Ils lancèrent parallèlement une campagne de signatures en sa faveur, laquelle atteignit son paroxysme avec une pétition de 50 000 signatures envoyée au président américain Herbert Hoover. Cette campagne permit à Stroud de continuer à s'occuper des oiseaux, recevant dans la foulée l'accès à une deuxième cellule réservée aux canaris, malgré la surpopulation de la prison. Cependant, son volume de courrier fut fortement réduit. À la suite de cette affaire, Stroud et Della Mae Jones se rapprochèrent de plus en plus, ce qui incita cette dernière à déménager au Kansas en 1931 et à lancer une entreprise avec Stroud dans le but de vendre des produits de soins pour oiseaux.

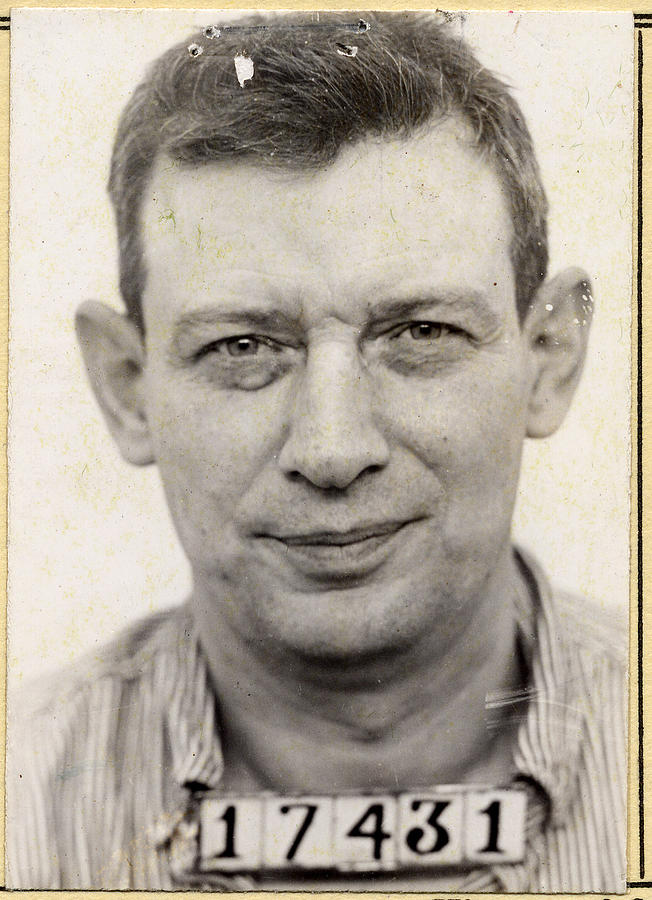
Robert Stroud à la fin des années 1930.

L'administration de la prison, ne supportant pas les activités de Stroud et leur publicité, intensifia ses efforts pour le transférer hors de Leavenworth. Stroud découvrit alors que s'il était marié au Kansas, il pouvait y demeurer. Il se maria avec Della Jones dans ce but, recourant à un intermédiaire, à la fureur de l'administration, qui refusait de les laisser correspondre. Malgré sa proche relation avec son fils, la mère de Stroud désapprouva également cette relation, persuadée que les femmes n'étaient que des sources d'ennuis pour son fils. Alors qu'elle s'était publiquement engagée pour son fils, l'aidant dans ses batailles juridiques, elle s'opposa à sa libération conditionnelle et devint un des principaux opposants à ses demandes de quitter le monde carcéral. Elle décida en 1933 de s'éloigner de Leavenworth, refusant tout contact avec son fils jusqu'à sa mort en 1937.
En 1933, Stroud annonça publiquement qu'il ne recevait aucune rémunération de ses droits d'auteur sur les ventes de Diseases of Canaries. Pour se venger, la maison d'édition se plaignit au responsable de la prison, ce qui amena celui-ci à entamer une procédure pour déplacer Stroud à Alcatraz, où il ne pourrait plus élever d'oiseaux. Mais Stroud parvint à rester au Kansas et à continuer son commerce. Il échappa aux ennuis quelques années, jusqu'à la découverte que certaines de ses demandes d'équipement servaient à la fabrication d'un alambic pour distiller de l'alcool. Cette découverte permit à l'administration de se débarrasser de Stroud.

### Alcatraz

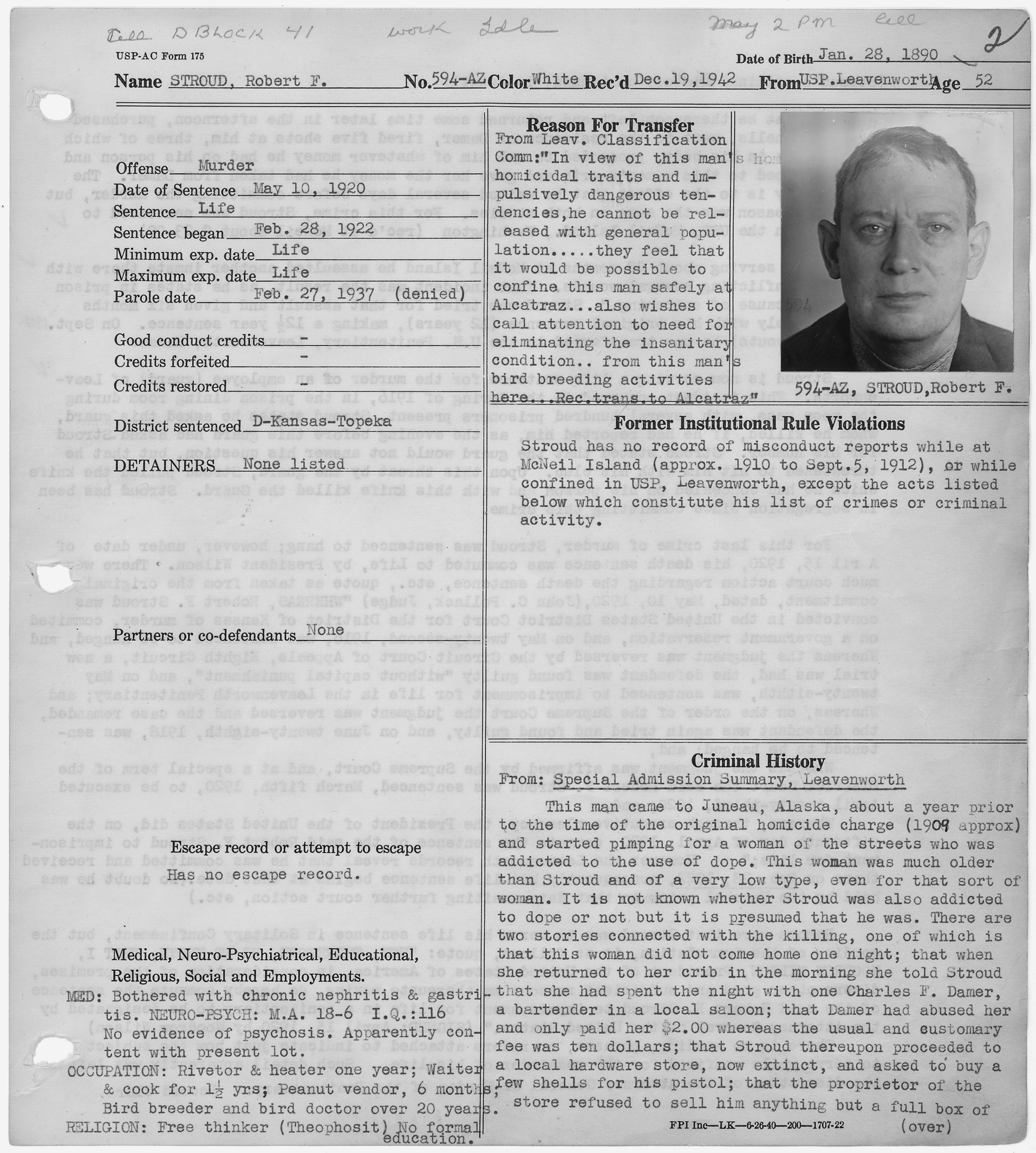
Fiche de Stroud (photo prise en 1942) dans le carnet du directeur d'Alcatraz.

Le 19 décembre 1942, Stroud fut transféré à Alcatraz, sous le matricule 594. Il n'aurait été informé de son transfert vers Alcatraz que dix minutes avant de quitter Leavenworth et ses précieux oiseaux, lesquels furent envoyés à son frère. En effet, les règles d'Alcatraz étaient plus strictes que celles de Leavenworth et ne lui permettaient pas de continuer cette activité.
Il passa six ans à l'isolement à Alcatraz, et onze autres années confiné dans l'aile de l'hôpital. En 1943, il fut examiné par le psychiatre Romney Ritchey, qui le diagnostiqua comme souffrant de psychopathie et ayant un QI de 112 (un rapport initial établi à l'époque où Stroud était à Leavenworth faisait mention d'un QI de 116).
C'est à cet endroit qu'il rédigea deux textes : Bobbye, une autobiographie, et Looking Outward: a History of the U.S. Prison System from Colonial Times to the Formation of the Bureau of Prisons, une histoire du système pénal américain. Un juge statua que Stroud pouvait écrire et conserver de tels manuscrits, mais soutint la décision du directeur de la prison d'en interdire la publication. Après la mort de Stroud, ces manuscrits furent envoyés à son avocat, Richard English.

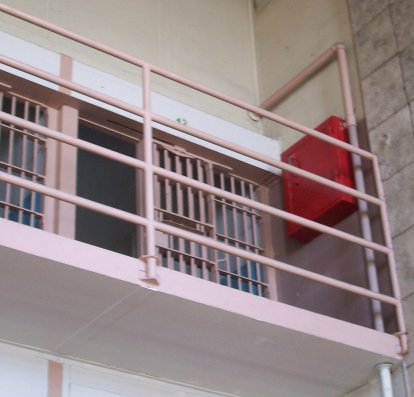
La cellule de Stroud à Alcatraz.

Des rumeurs concernant une homosexualité supposée de Stroud furent notées à Alcatraz. Selon Donald Hurley, le fils d'un des gardiens d'Alcatraz, « quand Stroud devait être en présence de quelqu'un d'autre, ce qui était rare, il était surveillé de très près, car la direction de la prison avait connaissance de ses tendances homosexuelles ouvertes ». Dans une interview menée par Hurley pour son livre, un ancien détenu raconta que Stroud était toujours maintenu à l'isolement, même quand il se trouvait dans l'aile de l'hôpital, parce qu'il était un « loup », un terme de prison pour désigner un homosexuel violent, qui avait mauvais caractère. En février 1963, Stroud put échanger avec Burt Lancaster, qui l'incarna au cinéma dans Le Prisonnier d'Alcatraz. Stroud ne vit jamais le film, ni ne lut le livre qui l'avait inspiré, mais raconta à l'acteur une des raisons du blocage de sa liberté conditionnelle : le fait qu'il soit homosexuel. Lancaster cita Stroud plus tard comme ayant dit : « Regardons les choses en face. J'ai 73 ans. Est-ce que ça répond à votre question sur ma dangerosité en tant qu'homosexuel ? »
Pendant sa détention à Alcatraz, qui dura 17 ans, Stroud avait accès à la bibliothèque de la prison. De temps à autre, il lui était permis de jouer aux échecs avec un des gardiens. Grâce à son accès à la bibliothèque, il commença à étudier le droit. Il déposa une plainte contre le gouvernement fédéral américain, affirmant que sa durée d'emprisonnement équivalait à une peine cruelle, inhumaine et dégradante.

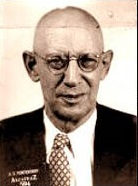
Stroud en 1959.

En 1959, lorsque sa santé se fit plus fragile, Stroud fut transféré au Centre médical pour les prisonniers fédéraux à Springfield dans le Missouri, où il resta jusqu'à sa mort en 1963. Dans les dernières années de sa vie, Stroud étudia le français. Ses tentatives pour être libéré furent toutes vaines. Le 21 novembre 1963, à l'âge de 73 ans, il meurt au Centre médical, après avoir été incarcéré pendant les dernières 54 années de sa vie, dont 42 passées sans contact avec les autres prisonniers.

## Œuvres
- Diseases of Canaries
- Stroud's Digest on the Diseases of Birds
- Bobbye
- Looking Outward : A History of the U.S. Prison System from Colonial Times to the Formation of the Bureau of Prisons

## Le livre et le film
En 1955, Thomas E. Gaddis publia Birdman of Alcatraz. En 1962, Le Prisonnier d'Alcatraz, film de John Frankenheimer mettant en vedette Burt Lancaster, sortit en salle. La performance de Lancaster provoqua une vague de sympathie chez le public américain. Par exemple, des pétitions furent disponibles dans différents cinémas pour obtenir sa libération. Le film fut nommé plusieurs fois aux Oscars.
Selon ceux qui ont connu Stroud en prison, ses manières douces telles que présentées par Gaddis et jouées par Lancaster sont fictives. Certaines personnes affirment que son transfert vers Alcatraz n'a aucun lien avec la fabrication clandestine d'alcool, même si le film présente la situation ainsi.